# Fort Fun Abenteuerland
Fort Fun Abenteuerland is een attractiepark in het Duitse Bestwig in Sauerland. Het park biedt met een blokhuttenkamp ook een overnachtingsmogelijkheid en trekt jaarlijks ongeveer 400.000 bezoekers.
Fort Fun heeft vier achtbanen, waaronder de alpine baan Trapper Slider en de kurkentrekkerachtbaan Speed Snake. Ook vindt men er twee waterattracties: de wildwaterbaan Rio Grande en de boomstamattractie Wild River.

## Attracties

### Themagebonden attracties
- Rocky Mountain Rallye
- Santa Fé Express
- Old McDonalds
- Secret Stage of Horror
- Thunderbirds - een soort van draaimolen, waarbij inzittenden tot wel 3 G-krachten te verwerken krijgen

### Indoor Attracties
- FoXDome - 4D shooter
- Fort Fun L.A.B.S - Interactieve speeltuin

### Waterattracties

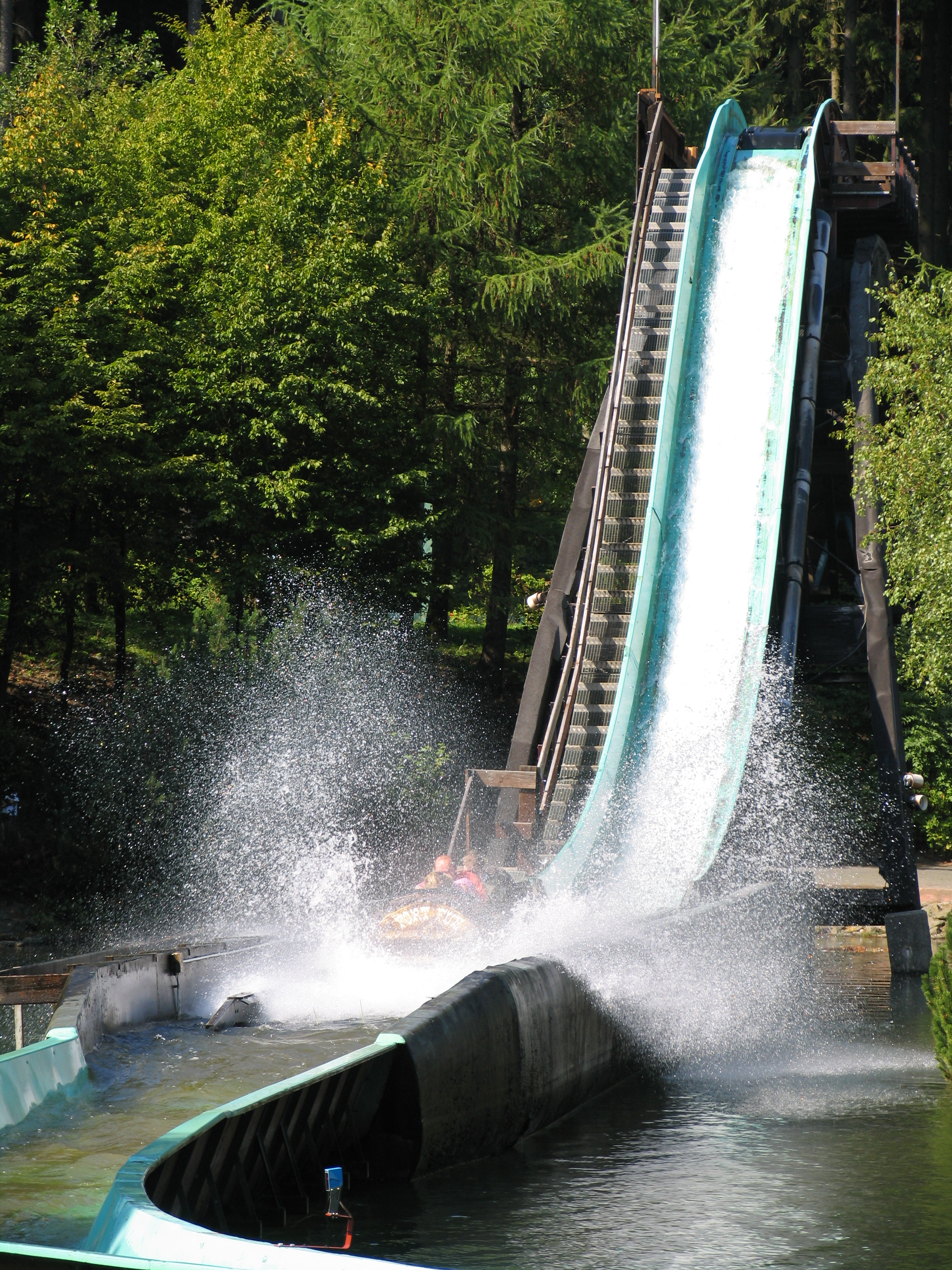
Wildwaterbaan Wild River

- Rio Grande - Rapid river
- Wild River - Wildwaterbaan

### Achtbanen
- Speed Snake FREE - achtbaan van Vekoma met twee inversies. In 2017 er 'FREE' in hoofdletters aan de naam toegevoegd, aangezien er toen een nieuwe trein op de baan werd gezet zonder schouderbeugels.
- Marienkäferbahn - kinder-/familieachtbaan van Zierer
- Devil's Mine - Familieachtbaan met mijnthema van Vekoma
- Trapper Slider - Alpine Coaster

### Shows
- Der Quacksalber
- Das Geheimnis der Silbermine  - in de Santa Fé Express
- Old Mac Donalds Theater - Elektronische show

### Overige attracties
- Wild Eagle
- Dark Raver - Round-up
- Wellenflug - Zweefmolen

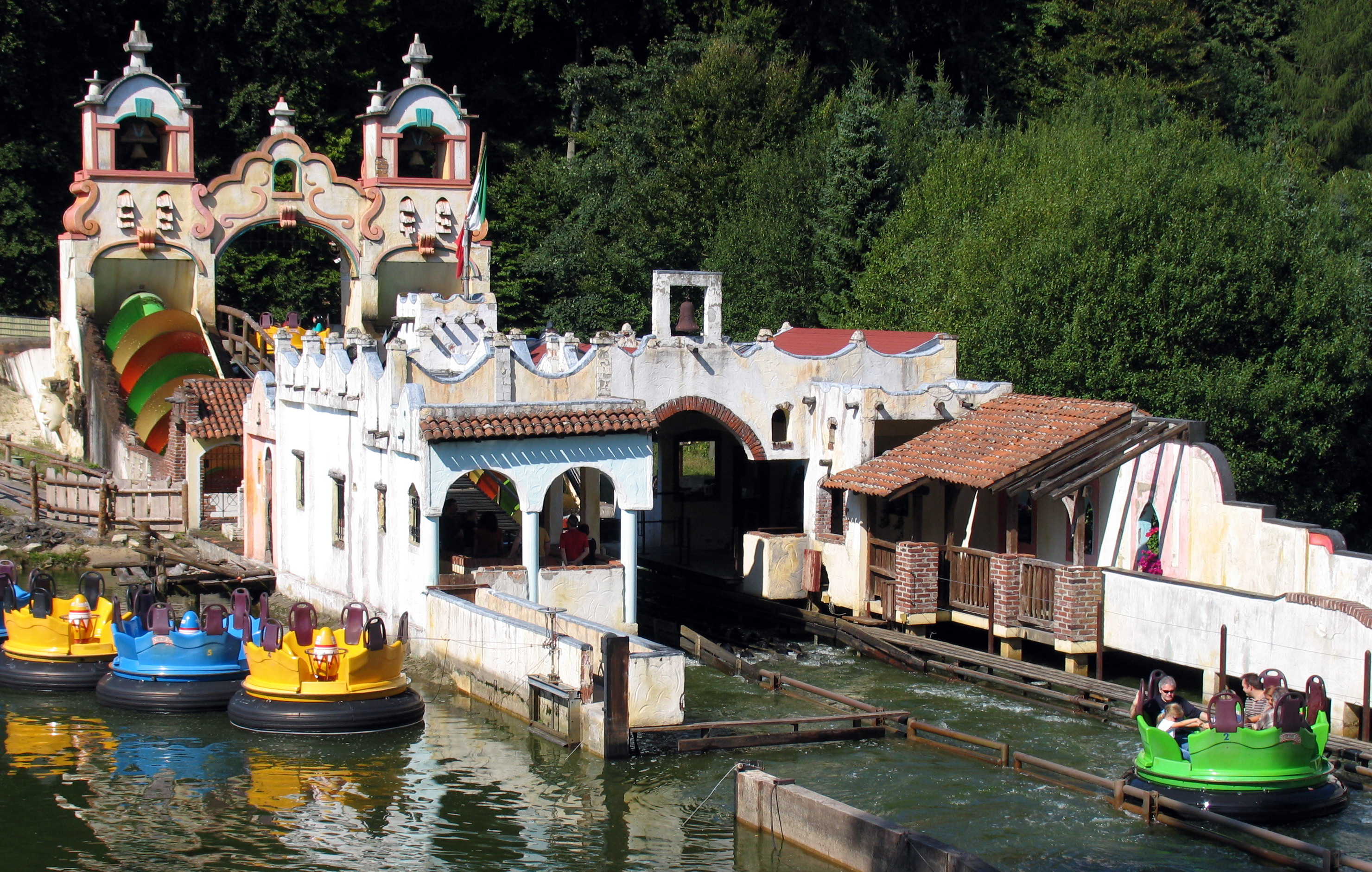
Station van Rapid River Rio Grande

- Big Wheel - hoogst gelegen reuzenrad van Europa
- Capt'n Crazy - Rockin' Tug
- Crash - Kinder-vrije valtoren
- AirObot -  Trap attractie
- Kids Place
- FUN-Xpress
- Sessellift
- Stüppel Turm
- Funny Fux Bau
- Blauer Drache

## Events
Het park organiseert per jaar minstens 3 grote evenementen voor de bezoekers. Op deze dagen is het park telkens open tot 22 uur.
Het halloweenevenement Fort Fear vindt elke jaar tijdens de Halloween periode plaats. Dit event duurde oorspronkelijk 3 dagen, maar is ondertussen uitgegroeid naar een evenement van 5 dagen. Het park is telkens tot 22.00 open en er zijn tal van extra spookhuizen aanwezig.

## Winterwereld
De FORT FUN Winterwelt is een evenement tijdens de wintermaanden waarbij het park een skigebied openstelt. Er zijn onder meer 3 liften, pistes en een skiwinkel.